# Historia aspiryny
Historia aspiryny, czyli kwasu acetylosalicylowego (ASA), i jej użycie w celach medycznych sięga czasów starożytnych, choć substancja ta w czystej postaci produkowana i sprzedawana jest od 1899 roku. Informacje o lekach sporządzanych z kory wierzby i innych roślin bogatych w salicylany pojawiały się już na papirusach spisywanych w czasach egipskich faraonów w II wieku p.n.e. Około roku 400 p.n.e. Hipokrates pisał o stosowaniu herbaty z roślin zawierających salicylany w celu obniżania gorączki, salicylanów używano również w medycynie Wschodu, w czasach antycznych i średniowieczu. Lecznicze właściwości ekstraktu z kory wierzby, takie jak obniżanie gorączki oraz działanie przeciwbólowe i przeciwzapalne, doceniono w połowie XVIII wieku. Lewis i Clark używali rzekomo naparu z kory wierzby w latach 1803–1806 jako remedium na gorączkę występującą u uczestników słynnej ekspedycji. Już na początku XIX wieku farmaceuci eksperymentowali i przepisywali pacjentom przeróżne środki podobne do kwasu salicylowego, składnika aktywnego zawartego w ekstrakcie z kory wierzby.
W 1853 chemik Charles Frédéric Gerhardt po raz pierwszy wytworzył kwas acetylosalicylowy poprzez wymieszanie chlorku acetylu z salicylanem sodu; w drugiej połowie XIX wieku inni chemicy ustalili strukturę chemiczną tego związku i opracowali skuteczniejszą i wydajniejszą metodę syntezy. W 1897 naukowcy z przedsiębiorstwa farmaceutyczno-chemicznego Bayer rozpoczęli badania nad kwasem acetylosalicylowym, jako mniej drażniącym zamiennikiem dla typowych leków zawierających salicylany. W 1899 lek miał już nazwę Aspiryna i był sprzedawany przez Bayer na całym świecie. Słowo Aspiryna było raczej nazwą marki stworzonej przez Bayer, aniżeli ogólną nazwą samego leku, jednakże prawa firmy Bayer do marki zostały sprzedane lub w wielu krajach utracone. Do rosnącej w pierwszej połowie XX wieku popularności aspiryny przyczyniła się jej skuteczność podczas tak zwanej hiszpanki, czyli pandemii grypy w latach 1918–1919. Opłacalność produkcji aspiryny doprowadziła do zaciekłej rywalizacji i namnażania się podobnych produktów i marek. Część zgonów zanotowanych podczas pandemii z 1918 miała prawdopodobnie związek z zatruciem aspiryną.
Popularność aspiryny spadła po opracowaniu paracetamolu w 1956 oraz ibuprofenu w 1962. W latach 60. i 70. XX wieku naukowcy tacy jak John Vane odkrywali podstawowe mechanizmy działania i efektów aspiryny. Badania kliniczne przeprowadzone od lat 60. do 80. wykazały efektywność aspiryny jako substancji przeciwzakrzepowej. Sprzedaż aspiryny ponownie wzrastała w ostatnich dekadach XX wieku i nadal utrzymuje się na wysokim poziomie; lek ten jest środkiem powszechnie stosowanym w celu zapobiegania atakom serca i udarom.

## Wczesna historia salicylanów
Leki sporządzane z wierzby i innych roślin zawierających salicylany były częścią farmakopei już w czasach Sumerów. Tekst o charakterze medycznym wyryty na kamiennej tablicy z epoki III dynastii z Ur datowanej na około 2000 rok p.n.e. wymienia wierzbę jako środek leczniczy wraz z innymi środkami pochodzenia roślinnego i zwierzęcego, jednakże nie znalazły się w nim wskazania do stosowania. Najwcześniejsza wzmianka dokładnie opisująca używanie wierzby i mirtu (kolejnej rośliny bogatej w salicylany) przy dolegliwościach, które mogły być łagodzone dzięki zawartym w nich substancjom o działaniu przeciwbólowym, przeciwgorączkowym i przeciwzapalnym, pochodzi z Papirusu Ebersa, egipskiego tekstu medycznego z połowy XVI wieku p.n.e., prawdopodobnie kopii tekstu z tablicy z Ur.
Przygotowywanie specyfików z kory wierzby było częścią materia medica medycyny Wschodu co najmniej od czasów greckiego medyka Hipokratesa w V wieku p.n.e. Zalecał je w celu uśmierzania bólów porodowych i obniżania gorączki. Rzymski encyklopedysta Celsus w dziele De Medicina z około 30 roku naszej ery sugerował używanie wyciągu z liści wierzby do leczenia czterech objawów zapalenia: zaczerwienień, gorączki, opuchnięć i bólów. Opis leczenia preparatami na bazie ekstraktu z wierzby pojawił się również w De Materia Medica Pedaniosa Dioskurydesa i w Naturalis Historia Pliniusza Starszego. W czasach Galena ekstrakt z wierzby, jako niewielką część rozrastającej się roślinnej farmakopei, powszechnie stosowano w Rzymie i świecie arabskim.

## XVIII i XIX wiek

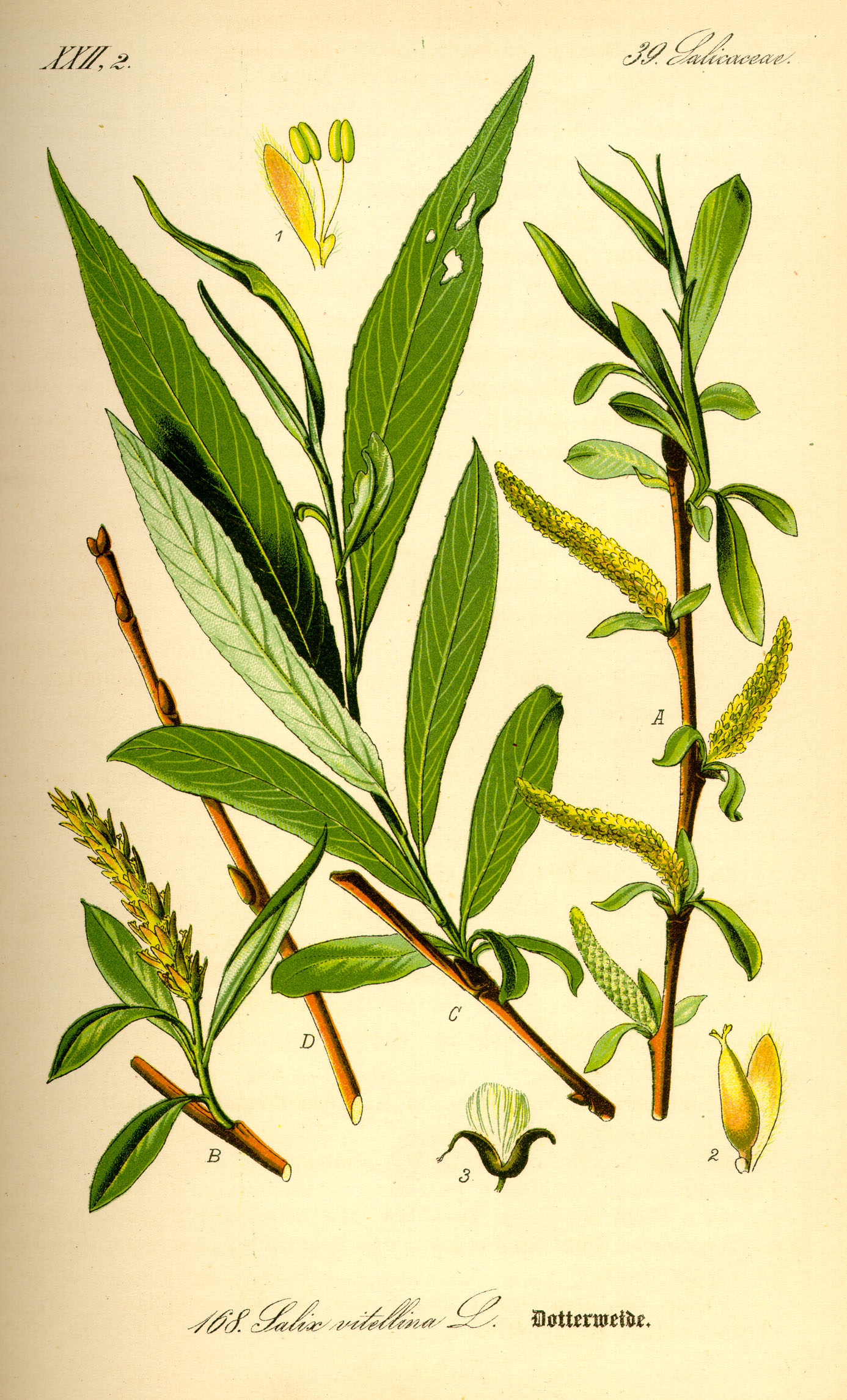
Edward Stone odkrył, że kora Wierzby białej (Salix alba) może zastąpić korę Jezuitów w leczeniu febry.

Punkt zwrotny w historii leków na bazie salicylanów nastąpił w 1763, gdy list napisany przez angielskiego kapelana, Edwarda Stone’a, odczytano podczas zebrania Towarzystwa Królewskiego. Stone opisywał w liście niezwykłą skuteczność wyciągu z kory wierzby w leczeniu febry – choroby spowodowanej zbiorem niejasnych symptomów, między innymi nawracającej gorączki, bólu i przemęczenia, które przez długi czas kojarzono z malarią. Zainspirowany doktryną podpisów, aby poszukiwać remedium na febrę w pobliżu zbiorników niezdatnej do picia wody, która miała powodować chorobę, Stone spróbował w 1758 kory wierzby. Jej cierpki smak przypominał mu smak typowego, lecz drogiego leku na febrę, kory jezuitów. Zebrał, wysuszył i starł na proszek sporą ilość kory wierzby i przez kolejne pięć lat testował ją na wielu ludziach cierpiących na gorączki i febrę. W swym liście Stone zapewniał o sukcesach w leczeniu, opisując efekty działania wyciągu z kory wierzby jako identyczne z efektami osiąganymi dzięki drzewa chinowego, choć z nieco mniejszą siłą działania. W rzeczy samej substancją czynną zawartą w korze chinowca jest chinina, która zwalczała przyczyny wywołujące malarię, podczas gdy substancja czynna zawarta w ekstrakcie z wierzby, salicyna, uśmierzała symptomy malarii, nie leczyła jej jednak całkowicie. List Edwarda Stone’a (omyłkowo przypisywany częściej Edmundowi Stone'owi) wydrukowano w piśmie Philosophical Transactions. Pod koniec XVIII wieku wierzba zyskała popularność jako niedrogi substytut chininy.
W XIX wieku, gdy w Europie rozwijała się młoda dziedzina chemii organicznej, naukowcy podejmowali próby izolowania i oczyszczania substancji czynnych zawartych w wielu lekach, między innymi w korze wierzby. Po nieudanych próbach włoskich chemików Brugnatellego i Fontany przeprowadzonych w 1826, Joseph Buchner uzyskał dosyć czyste kryształy czystej salicyny w 1828. Rok później Henri Leroux odkrył skuteczniejszą metodę otrzymywania niewielkich ilości salicyny. W 1830 szwajcarski farmaceuta Johann Pagenstecher odkrył substancję, która – jak sądził – była nowym środkiem przeciwbólowym, odizolowaną z popularnego remedium z wiązówki błotnej (Spiraea ulmaria). Jeszcze przed 1838 rokiem włoski chemik Raffaele Piria odkrył metodę otrzymywania skuteczniejszego wyciągu z kory wierzby, w postaci kwasu, który nazwał kwasem salicylowym. Niemiecki chemik Karl Jacob Lowig, który pracował nad zidentyfikowaniem ekstraktu z wiązówki, zdał sobie wkrótce sprawę z faktu, że jest to dokładnie ten sam kwas salicylowy, który odkrył Piria.
Do połowy XIX wieku użycie leków na bazie salicylanów, między innymi salicyny, kwasu salicylowego i salicylanu sodu, stopniowo wzrastało, a lekarze zyskiwali coraz większą wiedzę na temat efektów, jakie leki te pomagały osiągnąć: uśmierzenia bólów, obniżania gorączki i zapobiegania infekcjom. Użyteczność leków obniżały jednak nieprzyjemne skutki uboczne, zwłaszcza podrażnienie żołądka. W drugiej połowie XIX wieku niemiecki przemysł chemiczny, przeżywający rozkwit dzięki odkryciu i produkcji dochodowych substancji ze smoły węglowej, przymierzał się do badania potencjału leków na jej bazie. Punktem zwrotnym było pojawienie się antyfebryny produkowanej przez Kalle & Company's. Była to markowa wersja pochodnej antyfebryny, której właściwości przeciwgorączkowe odkryto przypadkiem w 1886. Sukces antyfebryny zainspirował Carla Duisberga, kierownika sekcji badawczej małej firmy chemicznej Friedrich Bayer & Company, do rozpoczęcia systematycznych badań nad innymi środkami przeciwgorączkowymi. Chemicy Bayera opracowali recepturę fenacetyny, a następnie środków uspokajających: sulfonalu i trionalu.

### Synteza ASA
Po całkowitym przejęciu interesów firmy Bayer w 1890 Duisberg zaczął rozszerzać program badawczy mający opracowywać nowe leki. Stworzył w tym celu grupę farmakologiczną, na której czele stanął były chemik uniwersytecki, Arthur Eichengrün, i drugą grupę testującą leki, kierowaną przez Heinricha Dresera (który w 1897 przejął grupę po Wilhelmie Siebelu, który z kolei zastąpił Hermanna Hildebrandta). W 1894 dołączył do grupy młody chemik Felix Hoffmann. Dreser, Eichengrün i Hoffman byli najważniejszymi postaciami w rozwoju badań nad kwasem acetylosalicylowym w leku o nazwie aspiryna (choć ich rola w tym procesie była przedmiotem sporów).
W 1897 Hoffman rozpoczął prace nad wynalezieniem mniej drażniącego substytutu kwasu salicylowego. Mówi się, że wpadł na ten pomysł, ponieważ jego ojciec cierpiał z powodu efektów ubocznych zażywania salicylanu sodu na reumatyzm. Wcześniej inni chemicy podejmowali takie próby poprzez acetylowanie kwasu salicylowego w celu uzyskania kwasu acetylosalicylowego (ASA). Charles Frederic Gerhardt jako pierwszy uzyskał kwas acetylosalicylowy w 1853. W toku pracy nad syntezą i określeniem właściwości różnorakich bezwodników kwasowych Gerhardt zmieszał chlorek acetylu z solą sodową kwasu salicylowego (salicylanem sodu). Spowodowało to gwałtowną reakcję i substancja szybko przyjęła postać stałą. Ponieważ nie istniała w tym czasie żadna teoria strukturalna, Gerhardt nadał uzyskanej mieszance nazwę „bezwodnik salicylowo-acetylowy” (wasserfreie Salicylsäure-Essigsäure). Gdy Gerhardt próbował rozpuścić substancję w rozcieńczonym roztworze węglanu sodu, niezwłocznie nastąpił jej rozkład na sole sodowe kwasu salicylowego i kwasu acetylowego. W 1859 von Gilm wyprodukował ASA (nadając jej nazwę „acetylirte Salicylsäure”, acetylowany kwas salicylowy) inną metodą, poprzez reakcję kwasu salicylowego i chlorku acetylu. W 1869 Schröder, Prinzhorn i Kraut powtórzyli obie syntezy, Gerhardta (z salicylanu sodu) i von Gilma (z kwasu salicylowego), i doszli do wniosku, że obie reakcje kończyły się uzyskaniem tego samego związku chemicznego, kwasu acetylosalicylowego. Prinzhorn uznawany jest za przeprowadzającego eksperymenty. Grupa tych naukowców jako pierwsza opracowała prawidłowo przypisała kwas acetylosalicylowy pod względem struktury do grupy acetylowej, powiązanej ze związkami fenolowymi. Procedura zastosowana przez Krauta była nawet używana przez koncern farmaceutyczny Chemische Fabrik von Heyden w celu wytwarzania podrabianej ASA. Jednakże opublikowane metody nie pozwalały uzyskać czystej ASA, mimo iż metoda Krauta była dość użyteczna. Najprawdopodobniej to Hoffman rozpoczął prace poprzez odtwarzanie opublikowanych metod. 10 października 1897 (zgodnie z notatkami sporządzanymi przez niego w laboratorium) Hoffman odkrył lepszą metodę uzyskiwania ASA z kwasu salicylowego skropionego bezwodnikiem octowym.
Eichengrün wysłał ASA w celu przeprowadzenia testów do grupy farmakologicznej Dresera, gdzie pierwsze rezultaty były niezwykle satysfakcjonujące. Zazwyczaj kolejnym krokiem były badania kliniczne, jednak Dreser sprzeciwił się dalszym testom ASA z powodu złego wpływu kwasu salicylowego na serce, będącego prawdopodobnie efektem ubocznym stosowania dużych dawek w chorobach o podłożu reumatycznym. Wkrótce grupa Dresera zajęła się testowaniem kolejnego sukcesu chemicznego Felixa Hoffmana, diacetylomorfiny, którą Bayer nazwał wkrótce heroiną, ponieważ dawała poczucie heroizmu. Eichengrün, sfrustrowany odrzuceniem ASA przez Dresera, zwrócił się bezpośrednio do przedstawiciela Bayera w Berlinie, Felixa Goldmanna, aby zorganizować z lekarzami badania kliniczne na niewielką skalę. Mimo iż wyniki tych badań również były satysfakcjonujące (nie wykazywały typowych komplikacji związanych z przyjmowaniem kwasu salicylowego), Dreser nadal zgłaszał sprzeciw. Interweniował jednak Carl Duisberg, który zlecił przeprowadzenie pełnych badań. Wkrótce Dreser przyznał, że ASA ma duży potencjał, i koncern Bayer zadecydował, że należy rozpocząć produkcję. Dreser sporządził raport o poczynionych odkryciach, aby nadać lekowi rozgłos. Nie wspomniał w nim jednak ani o Hoffmanie, ani o Eichengrünie. Był również jedynym naukowcem z całej trójki, który otrzymał honorarium za testowanie leku, ponieważ nie było możliwe zgłoszenie wniosku o patent za jego stworzenie. Jednak przez wiele lat Dreser przypisywał odkrycie aspiryny wyłącznie Hoffmanowi.
Spory wokół określenia, kto jako pierwszy odkrył aspirynę, toczyły się przez większość XX, a nawet na początku XXI wieku. Mimo iż prace nad aspiryną rozpoczęły się w kręgach akademickich, a Bayer nie była pierwszą firmą, która wprowadziła ją na rynek komercyjny, utrzymuje ona, że „substancja czynna zawarta w aspirynie, kwas acetylosalicylowy, została zsyntetyzowana w czystej, a więc stabilnej pod względem chemicznym formie, w 1897 przez młodego chemika pracującego dla firmy Bayer, Felixa Hoffmanna”. Historycy i inni naukowcy również kwestionowali wczesne doniesienia Bayera dotyczące syntezy ASA, zgodnie z którymi Hoffman był „ojcem sukcesu”. W 1949, krótko przed śmiercią, Eichengrün napisał artykuł „Pięćdziesiąt lat Aspiryny”, w którym stwierdził, że nie zdradził Hoffmanowi celu swoich badań, co oznaczało, że Hoffman jedynie wypełnił plan badawczy Eichengrüna i że lek nigdy nie wszedłby na rynek, gdyby nie jego wskazówki i polecenia. Stwierdzenia te były poparł później swoimi analizami historyk Walter Sneader. Koncern Bayer sprzeciwił się Sneaderowi w artykule prasowym, w którym stwierdził, że zgodnie z dokumentacją Hoffmann i Eichengrün obejmowali równoważne stanowiska, a Eichengrün nie był przełożonym Hoffmanna. Nazwisko Hoffmanna widniało w amerykańskim dokumencie patentowym w rubryce „wynalazca”, czego Sneader nie wspomniał w swoich analizach. Eichengrün, który opuścił Bayer w 1908, miał wiele okazji, aby zgłosić swoje pierwszeństwo, jednak nie zrobił tego aż do 1949. Nie zgłosił swoich praw, w związku z czym nie otrzymał części zysków ze sprzedaży aspiryny.

### Nadanie lekowi nazwy

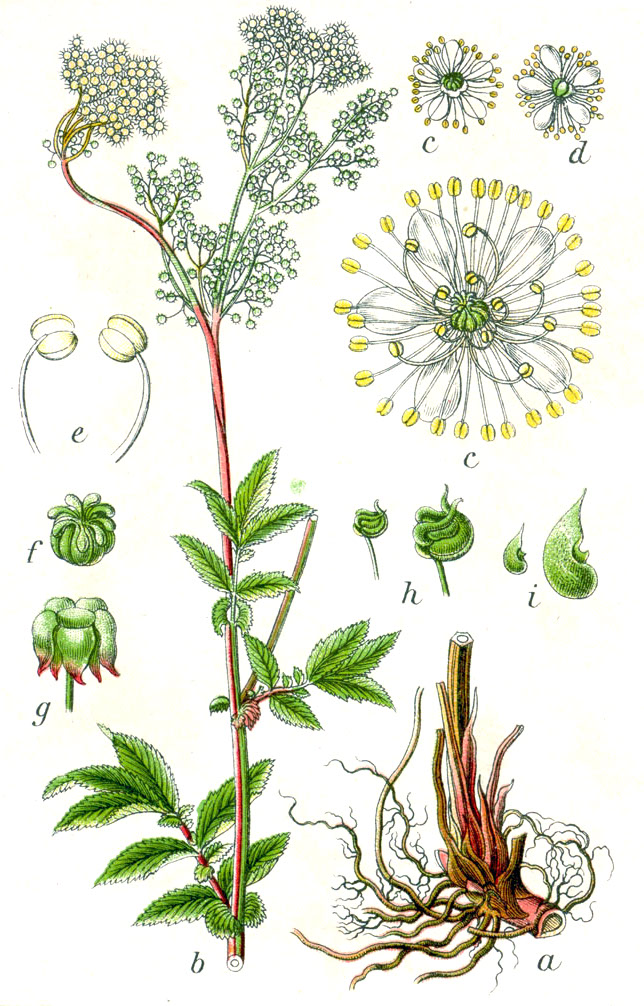
Spiraea, lub Wiązówka błotna, jest niemiecką imienniczką Spirsäure (kwasu salicylowego), ostatecznie aspiryny.

Nazwa Aspiryna wywodzi się z nazwy substancji chemicznej ASA, Acetylspirsäure w języku niemieckim. Końcówka Spirsäure (kwas salicylowy) pochodzi od łacińskiej nazwy wiązówki błotnej, Spirea ulmaria. Oryginalna nazwa Aspirin zaczyna się od litery a ze względu na acetylację, część spir pochodzi od łacińskiej nazwy wiązówki błotnej, natomiast końcówkę in dodano jako typową końcówkę nazw leków, co ułatwiać miało ich wymawianie. Na końcowym etapie wybierania nazwy leku firma Bayer wahała się pomiędzy nazwami Aspirin i Euspirin. Specjaliści firmy obawiali się, że nazwa Aspirin może kojarzyć się klientom z aspiracją, czyli zachłyśnięciem, jednak Arthur Eichengrün argumentował, że przedrostek Eu, oznaczający „dobry”, jest nieodpowiedni, gdyż sugerował zazwyczaj, że lek jest nowszą, lepszą wersją podobnego specyfiku. Ponieważ sama substancja była już znana, Bayer zamierzał użyć nowej nazwy, aby nadać lekowi status nowości. W styczniu 1899 podjęto decyzję, że lek otrzyma nazwę Aspiryna.

### Prawa i sprzedaż
Pod kierownictwem Carla Duisberga Bayer był koncernem wiernym idei utrzymywania standardów etycznych, w przeciwieństwie do specyfików wytwarzanych przez znachorów. Leki etyczne były lekami, które można było zakupić wyłącznie u farmaceuty, zazwyczaj na receptę wypisaną przez lekarza. Reklamowanie bezpośrednio klientowi uważane było za nieetyczne i wzbudzało sprzeciw wielu organizacji medycznych. Ten sposób dotarcia do klienta był typowy dla specyfików nieprofesjonalnych. Dlatego też Bayer ograniczał się do reklamowania aspiryny wyłącznie w środowisku lekarskim.
Gdy w 1899 rozpoczęto produkcję aspiryny, Bayer rozesłał małe opakowania leku do lekarzy, farmaceutów i szpitali, zachęcając ich do używania aspiryny i publikowania efektów jej stosowania. Gdy zaczęły pojawiać się dobre wyniki, a lek zyskiwał popularność, Bayer zdecydował się zabezpieczyć aspirynę poprzez opatentowanie, a następnie reklamować ją wszędzie, gdzie było to możliwe. W Niemczech niemożliwe było uzyskanie patentu (mimo iż wstępnie podjęto pozytywną decyzję niedługo przed odrzuceniem wniosku), jednak aspiryna otrzymała patent w Wielkiej Brytanii (wniosek złożono 22 grudnia 1898) i w Stanach Zjednoczonych (patent amerykański, nr 644,077, wydano 27 lutego 1900). Brytyjski patent unieważniono w 1905, natomiast decyzja o przyznaniu patentu w Stanach Zjednoczonych została podtrzymana, mimo iż również istniało prawdopodobieństwo unieważnienia.
Borykając się z rosnącą legalną i nielegalną rywalizacją na polu produkcji ASA, Bayer zdecydował się scementować związek między koncernem a aspiryną. Jedną z opracowanych strategii była decyzja o zaprzestaniu dystrybuowania aspiryny w proszku do farmaceutów na rzecz produkowania tabletek z wybitym logo firmy Bayer, krzyżykiem. W 1903 Bayer otworzył amerykańską filię, wraz z przekształconą fabryką w Rensselaer, w stanie Nowy Jork, aby produkować Aspirynę na rynek amerykański bez konieczności płacenia cła. Bayer zdecydował się również złożyć pozwy sądowe przeciwko najmocniej łamiącym prawo patentowe producentom i przemytnikom. Walka o podtrzymanie jak najwyższej sprzedaży aspiryny wzbudziła krytykę dziennikarzy i Amerykańskiego Towarzystwa Medycznego, zwłaszcza po uchwaleniu w 1906 ustawy o czystości żywności i leków, która zapobiegała umieszczaniu leków oznaczonych znakiem handlowym w amerykańskiej farmakopei. Bayer opatrzył lek celowo zagmatwaną nazwą rodzajową (jednokwasowy ester kwasu salicylowego), aby zniechęcić doktorów do używania jakiejkolwiek innej nazwy niż aspiryna.

## I wojna światowa a Bayer
Przed wybuchem I wojny światowej, w 1914, Bayer konkurował na wszystkich dużych rynkach zarówno z niewielkimi, lokalnymi producentami ASA, jak i z innymi niemieckimi koncernami farmaceutycznymi (zwłaszcza z firmami Heyden i Hoechst AG). Rynek brytyjski został niezwłocznie zamknięty dla niemieckich firm, jednak brytyjscy producenci nie byli w stanie zaspokoić popytu, w szczególności, jeśli chodziło o zaopatrzenie w fenol, niezbędny do syntezy ASA, który zużywany był głównie w produkcji środków wybuchowych. 5 lutego 1915 używane w Wielkiej Brytanii znaki handlowe Bayera unieważniono, toteż każda firma mogła używać nazwy aspiryna. Rynek australijski opanował lek o nazwie Aspro, gdy twórcy aspiryny Nicholasa utracili całkowite prawa do używania nazwy aspiryna w Australii. W USA Bayer wciąż pozostawał pod niemiecką kontrolą, mimo że wojna zaburzyła relacje między amerykańską fabryką Bayera a centralą w Niemczech. Mimo to braki w zapasach fenolu były małym zagrożeniem dla produkcji aspiryny, dlatego import przez Ocean Atlantycki został zablokowany przez Królewską Marynarkę Wojenną.

### Wielki spisek fenolowy
Aby zabezpieczyć fenol do produkcji aspiryny i wesprzeć niemiecki wysiłek wojenny, niemieccy agenci w Stanach Zjednoczonych zorganizowali tak zwany wielki spisek fenolowy. Już pod koniec 1914 cena fenolu wzrosła do poziomu, który zmusił fabrykę Bayera do drastycznego obniżenia produkcji. Stanowiło to problem, ponieważ koncern przygotowywał się do przyjęcia nowej strategii reklamowej po wygaśnięciu patentu aspiryny w Stanach Zjednoczonych. Thomas Edison, który potrzebował fenolu do produkcji płyt gramofonowych, również borykał się z brakami. W odpowiedzi na te problemy otworzył fabrykę fenolu zdolną wyprodukować 12 ton dziennie. Nadmiar fenolu Edisona wydawał się idealny do produkcji kwasu pikrynowego.
Mimo że Stany Zjednoczone pozostawały neutralne do kwietnia 1917, zwiększały wsparcie dla aliantów poprzez handel. Aby ograniczyć to zjawisko, niemiecki ambasador Johann Heinrich von Bernstorff, wraz z przedstawicielem ministerstwa spraw wewnętrznych Heinrichem Albertem, zostali wyznaczeni do podkopywania zaufania do amerykańskiego przemysłu i publicznego wspierania Niemiec. Jednym z ich agentów był były pracownik koncernu Bayer, Hugo Schweitzer. Schweitzer zaaranżował dla jednej z przodujących firm, Chemical Exchange Association, kontrakt na kupno całych zapasów fenolu Edisona. Większość miała trafić do amerykańskiej filii niemieckiej firmy Chemische Fabrik von Heyden. Firma Heyden zaopatrywała Bayer w kwas salicylowy do produkcji aspiryny. Do lipca 1915 fabryki Edisona sprzedawały Schwietzerowi około 3 ton fenolu dziennie. Produkcja kwasu salicylowego firmy Heyden wróciła wkrótce na właściwe tory, a fabryka Bayera znów działała bez zarzutu.
Spisek trwał jedynie kilka miesięcy. 24 lipca 1915 walizka Heinricha Alberta zawierająca dokumenty opisujące szczegóły spisku fenolowego została odnaleziona przez agenta Secret Service. Mimo iż działania spiskujących nie były nielegalne, ponieważ Stany Zjednoczone nadal pozostawały oficjalnie neutralne i prowadziły handel z Niemcami, dokumenty wyciekły wkrótce do antyniemieckiej gazety New York World. Gazeta opublikowała wyniki śledztwa 15 sierpnia 1915. Presja wywołana przez opinię publiczną wymusiła wkrótce zakończenie współpracy między Schweitzerem a Edisonem. I mimo iż ośmieszony Edison wysyłał potem swoje nadwyżki fenolu amerykańskiej armii, umowa przyniosła spiskującym 2 miliony dolarów zysku, a działalność fabryk Bayera z taką ilością fenolu była zabezpieczona. Był to jednak spory cios w reputację Bayera, zwłaszcza że koncern właśnie miał rozpocząć nową kampanię reklamową mającą na celu utarcie skojarzeń aspiryny z firmą.

### Bayer traci zagraniczne aktywa
W 1915 Bayer założył sporą ilość firm fasadowych i filii w Stanach Zjednoczonych, aby zabezpieczyć się finansowo na wypadek utraty kontroli nad amerykańskimi aktywami, gdyby rząd tego państwa zdecydował się wziąć udział w wojnie, a także po to, aby umożliwić sobie działalność w innych dziedzinach (na przykład na rynku mundurów wojskowych). Gdy Stany Zjednoczone wypowiedziały Niemcom wojnę w kwietniu 1917, „powiernik mienia obcego”, Alexander Mitchell Palmer, rozpoczął dochodzenie w sprawie niemieckich firm i wkrótce zwrócił uwagę na Bayer. Aby uniknąć konieczności zrzeczenia się zysków i własności na rzecz rządu, zarząd Bayera zdecydował się przenieść kapitał do nowej firmy, formalnie należącej do Amerykanów, jednak kontrolowanej przez amerykańsko-niemieckich kierowników Bayera. Palmer mimo to wyciągnął wkrótce sprawę na światło dzienne i wziął w posiadanie wszystkie aktywa amerykańskiego Bayera. Po wejściu w życie ustawy o prowadzeniu transakcji z wrogiem, która umożliwiała sprzedaż aktywów, rząd sprzedał na aukcji fabrykę w Rensselaer oraz wszystkie amerykańskie znaki handlowe i patenty Bayera, łącznie z samą nazwą Bayer i logo w kształcie krzyżyka. Zostały wykupione przez firmę medyczną Sterling Drug. Prawa do aspiryny Bayera oraz nazwy koncernu i znaków handlowych sprzedano z powrotem firmie Bayer AG w 1994 za miliard dolarów.

## Okres międzywojenny

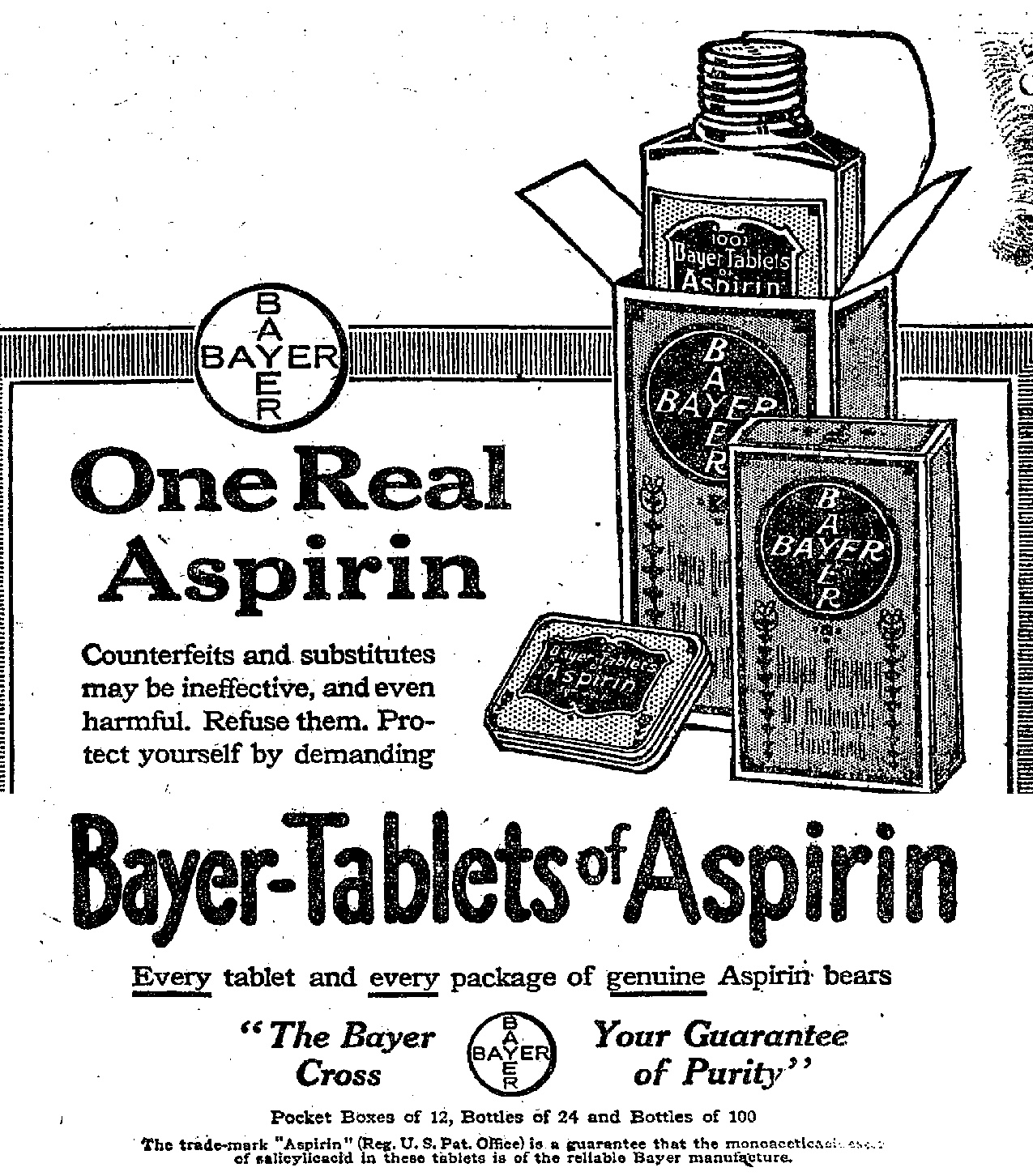
Koncern Bayer rozpoczął bezpośrednie reklamowanie aspiryny w Ameryce tuż przed wygaśnięciem patentu. Ta reklama, pochodząca z The New York Times z 19 lutego 1917 zaznacza, że aspiryna firmy Bayer, to „jedyna prawdziwa aspiryna”. Działania te były reakcją na spodziewaną rywalizacją na rynku amerykańskim

Wraz z nadejściem śmiertelnej „hiszpanki” w 1918 aspiryna, nieważne pod jaką nazwą, sprawdziła się jako jeden z najsilniejszych i najskuteczniejszych leków ówczesnej farmakopei. Jej właściwości obniżające gorączkę dały wielu pacjentom siłę do zwalczenia infekcji, a zarówno te małe, jak i duże firmy produkujące aspirynę, gdy tylko były w stanie wyprodukować lub zakupić wystarczająco dużo aspiryny, aby zaspokoić na nią popyt, zyskiwały zaufanie lekarzy i opinii publicznej. Mimo to niektórzy wierzyli, że to Niemcy umieścili bakcyla „hiszpanki” w aspirynie, doprowadzając do pandemii, będącej rzekomo elementem strategii wojennej.
Amerykański patent na ASA wygasł w 1917, lecz firma Sterling była prawnym właścicielem marki Aspiryna, a nazwa ta była jedyną powszechnie używaną. W 1920 firma United Drug Company postawiła wyzwanie znakowi handlowemu Aspirin, który stał się ogólnie znany w sprzedaży w Stanach Zjednoczonych (mimo że lek pozostawał oznakowany w sprzedaży dla farmaceutów i hurtowników). Z powodu rosnącego popytu na leki spowodowanego pandemią grypy na amerykańskim rynku pojawiły się wkrótce setki produktów z aspiryną.
Koncern Sterling Products, zaopatrzony we wszelkie prawa autorskie Bayera w Stanach Zjednoczonych, próbował wykorzystać swą nową markę najszybciej jak tylko się dało, zanim rynek opanują inne produkty z aspiryną. Jednak bez niemieckiego doświadczenia w prowadzeniu fabryki w Rensselaer koncern dysponował jedynie ograniczonymi zapasami aspiryny i musiał radzić sobie z konkurencją ze strony innych przedsiębiorstw. Ambicją prezesa Sterlinga, Williama E. Weissa, była nie tylko sprzedaż Bayerowskiej aspiryny w USA, lecz także konkurowanie z niemieckim Bayerem za granicą. Wykorzystując straty Farbenfabriken Bayer, niemieckiej firmy Bayer, która ucierpiała w czasie I wojny światowej przez zawarcie traktatu wersalskiego, Weiss zawarł umowę z Carlem Duisbergiem, aby podzielić się zyskami z obu Ameryk, Australii, Południowej Afryki i Wielkiej Brytanii w zamian za pomoc techniczną w produkcji leków.
Sterling wziął również w posiadanie majątek i znak handlowy Aspiryny Bayera w Kanadzie, który nadal obowiązuje zarówno w Kanadzie, jak i w większości krajów na świecie. Bayer kupił koncern Sterling Winthrop w 1994, odzyskując prawa własności do nazwy Bayer i logo w kształcie krzyżyka w Stanach Zjednoczonych i Kanadzie, gdzie odzyskał również prawo do znaku handlowego Aspiryny.

### Zróżnicowanie rynku
W okresie międzywojennym na rynek weszło wiele nowych marek aspiryny i produktów pochodnych. Australijska firma Nicholas Proprietary Limited, dzięki agresywnym metodom marketingowym George’a Daviesa, zdołała wypromować markę Aspro na skalę globalną, zwłaszcza w Australii, Nowej Zelandii i Wielkiej Brytanii. Marki amerykańskie, takie jak Burton's Aspirin, Molloy's Aspirin, Cal-Aspirin i St. Joseph Aspirin próbowały rywalizować z amerykańskim Bayerem, podczas gdy nowe produkty, takie jak Cafaspirin (aspiryna z kofeiną) i Alka-Seltzer (rozpuszczalna mieszanka aspiryny i wodorowęglanu sodu) dały aspirynie nowe zastosowanie. W 1925 niemiecki Bayer stał się częścią koncernu IG Farben, powstałego z połączenia byłych firm farbiarskich. Aspiryna produkowana w IG Farben, oraz – w Ameryce łacińskiej – zawierająca kofeinę Cafiaspirina (wprowadzona na rynek we współpracy ze Sterling Products) konkurowały z tańszymi produktami, takimi jak Geniol.

## Konkurencja ze strony nowych leków
Po II wojnie światowej, gdy fabryka IG Farben została zlikwidowana przez niechlubną rolę, jaką odgrywała w reżimie nazistowskim, koncern Sterling Products odkupił połowę Bayer Ltd, brytyjskiej filii Bayera, której połowę już posiadał. Jednakże Aspiryna marki Bayer stanowiła jedynie niewielką część brytyjskiego rynku aspiryny ze względu na konkurencję ze strony produktów takich jak Aspro, Disprin (rozpuszczalnego leku na bazie aspiryny) i innych marek. Bayer Ltd rozpoczął badania mające na celu opracowanie nowych leków przeciwbólowych, aby mógł skuteczniej konkurować na rynku leków. Po wypromowaniu wielu cieszących się umiarkowaną popularnością leków, do których produkcji używało się głównie aspiryny (Anadin i Excedrin) menadżer koncernu Bayer Ltd, Laurie Spalton, nakazał rozpoczęcie badań nad substancją, którą w 1946 naukowcy z Uniwersytetu Yale określili jako aktywną metabolicznie pochodną antyfebryny: paracetamolem. Po przeprowadzeniu badań klinicznych Bayer Ltd wprowadził w 1956 paracetamol na rynek pod postacią leku Panadol.
Koncern Sterling Products nie wprowadził jednak Panadolu do sprzedaży w Stanach Zjednoczonych ani w innych krajach, w których Aspiryna Bayera nadal dominowała na rynku leków zawierających kwas acetylosalicylowy. Inne firmy rozpoczęły sprzedaż leków z paracetamolem, pośród nich firma McNeil Laboratories, która wprowadziła na rynek lek Tylenol w płynnej postaci w 1955, oraz Tylenol w tabletkach w 1958. Już w 1967 Tylenol można było kupić bez recepty. Ponieważ nie powodował dolegliwości żołądkowych, paracetamol szybko przewyższył poziom sprzedaży aspiryny. Inny środek przeciwbólowy i przeciwzapalny wprowadzono do sprzedaży w 1962. Był to ibuprofen, zawarty w leku Brufen, sprzedawanym w Wielkiej Brytanii, i w leku Motrin, sprzedawanym w Stanach Zjednoczonych. W latach 70. aspiryna odgrywała już niewielką rolę na rynku środków przeciwbólowych, a w latach 80. jej sprzedaż spadła jeszcze gwałtowniej, gdy ibuprofen stał się środkiem dostępnym bez recepty.
Na początku lat 80. wyniki badań wskazywały, iż istnieje związek między spożywaniem przez dzieci aspiryny a występowaniem zespołu Reye’a, choroby mogącej powodować śmierć. W 1986 obowiązywał już wymóg umieszczania ostrzeżenia na etykietach wszystkich leków zawierających aspirynę, który wprowadziła amerykańska Agencja Żywności i Leków, co spowodowało spadek sprzedaży. Producenci Tylenolu złożyli pozew sądowy przeciwko producentowi leku Anacin, American Home Products, w którym twierdzili, iż nieumieszczanie przed 1986 rokiem etykiet ostrzegawczych przyczyniło się do niskiego poziomu sprzedaży Tylenolu; pozew oddalono.

## Badania nad działaniem aspiryny
Mechanizm przeciwbólowego, przeciwzapalnego i przeciwgorączkowego działania aspiryny nie był znany nawet u szczytu sławy leku, od początku, aż do połowy XX wieku. Opis działania aspiryny Heinricha Dresera, uznawany za prawidłowy odkąd po raz pierwszy wprowadzono lek na rynek, mówi, że aspiryna uśmierzała ból, działając na ośrodkowy układ nerwowy. W 1958 Harry Collier biochemik z londyńskiego laboratorium koncernu farmaceutycznego Parke Davis, rozpoczął badania nad związkiem pomiędzy układem kalikreina-kinina a efektami aspiryny. Dzięki testom przeprowadzonych na kawiach domowych Collier odkrył, że uprzednio podana aspiryna hamowała efekty zwężania oskrzeli spowodowane działaniem bradykininy. Odkrył też, że przecięcie nerwu błędnego kawii nie wpływało na mechanizm działania bradykininy lub inhibujący efekt aspiryny, co było dowodem na to, że aspiryna działała miejscowo, zwalczając ból i stany zapalne, a nie na ośrodkowy układ nerwowy. W 1963 Collier rozpoczął współpracę z absolwentem Wydziału Farmacji Uniwersytetu Londyńskiego, Priscillą Piper, aby szczegółowo ustalić mechanizm działania aspiryny i jej efektów. Jednak precyzyjne uchwycenie reakcji biochemicznych w badaniach na żywych zwierzętach było niezwykle trudne, a testy in vitro na tkankach zwierzęcych nie dawały takich samych rezultatów jak testy in vivo.
Po pięciu latach Collier zlecił Piper współpracę z farmakologiem Johnem Vanem w Królewskim Kolegium Chirurgicznym w Anglii, aby przyswoiła ona nowe metody przeprowadzania testów biologicznych, które wydawały się rozwiązaniem dla niepowodzeń testów in vitro. Vane i Piper testowali biochemiczną kaskadę związaną ze wstrząsem anafilaktycznym (we fragmentach płuc kawii nanoszonych na tkanki z tętnic królika). Naukowcy odkryli, że aspiryna hamuje uwalnianie niezidentyfikowanej substancji chemicznej wydzielanej w płucach kawii domowych, która powodowała, że tkanki z płuc królików kurczyły się. Do końca 1970 Vane zidentyfikował tę substancję chemiczną, którą nazwał „substancję obkurczającą tętnice królika”, lub RCS, jako prostaglandynę. W artykule z 23 czerwca 1971, opublikowanym w piśmie Nature, Vane i Piper zasugerowali, że aspiryna i podobne do niej leki (Niesteroidowe leki przeciwzapalne, zwane też NLPZ) blokują produkcję prostaglandyny. Późniejsze badania wykazały, że aspiryna hamuje cyklooksygenazę, enzym odpowiedzialny za przetwarzanie kwasu arachidonowego w prostaglandynę.

## Zastosowanie jako leku przeciwzakrzepowego
Efekty stosowania aspiryny na krzepnięcie krwi (jako leku przeciwpłytkowego), zauważył jako pierwszy Lawrence Craven w 1950. Craven, lekarz rodzinny z Kalifornii, zalecał pacjentom mającym przejść zabieg tomsillektomii żucie preparatu Aspergum, gumy do żucia pokrytej aspiryną. Odkrył on, że niezwykle wysoka liczba pacjentów hospitalizowana z powodu ostrych krwawień, spożywała w dużych ilościach Aspergum. Craven rekomendował codzienne spożycie aspiryny wszystkim swoim pacjentom i twierdził, że pacjenci przestrzegający reżimu aspirynowego (około 8 tys. ludzi) nie wykazywali objawów zakrzepicy. Jednak badania Cravena nie były traktowane poważnie przez towarzystwo medyczne, ponieważ nie przeprowadził on badań z placebo, a wyniki swoich badań publikował jedynie w nieznanych periodykach.
Idea używania aspiryny w celu zapobiegania chorób zakrzepowych, na przykład ataków serca lub udarów, odrodziła się w latach 60. XX wieku, gdy badacz medyczny Harvey Weiss odkrył, że aspiryna działała antyadhezyjne na trombocyty (i w przeciwieństwie do innych leków przeciwpłytkowych miała niski poziom toksyczności). Hematolog z brytyjskiej organizacji Medical Research Council, John O’Brien, zajął się odkryciami Weissa i w 1963, wraz z epidemiologiem Peterem Elwoodem, rozpoczął badania nad potencjalnym działaniem przeciwzakrzepowym aspiryny. Elwood na szeroką skalę przeprowadził badania nad działaniem aspiryny w terapii przeciwzawałowej. Koncern Nicholas Laboratories zgodził się dostarczać tabletki aspiryny, a Elwood umieścił pacjentów, którzy przeżyli atak serca na liście uczestników ślepej próby. Pacjenci, którzy przeszli już atak serca byli statystycznie bardziej narażeni na kolejny atak, przez co w znacznym stopniu obniżali liczbę pacjentów wymaganą, aby rzetelnie wykazać, czy aspiryna wywiera wpływ na zmniejszenie ryzyka występowania ataków serca. Badania rozpoczęły się w lutym 1971, choć naukowcy musieli wkrótce przerwać ślepą próbę, gdy amerykański epidemiolog, Herschel Jick, zasugerował w swej pracy, że aspiryna albo zapobiegała atakom serca, albo czyniła je bardziej śmiertelnymi. Jick odkrył, że liczba pacjentów zażywających aspirynę przyjmowanych do jego szpitala z powodu ataków serca była mniejsza, niż liczba pacjentów nie zażywających aspiryny, a jedynym sensownym wyjaśnieniem takiego stanu rzeczy było to, że aspiryna powodowała, iż pacjenci przechodzący atak serca umierali, zanim dotarli do szpitala. Wyniki pierwszych badań przeprowadzonych przez Elwooda wykluczały zasadność tego wytłumaczenia. Gdy badania Elwooda zakończyły się w 1973, wykazały niewielkie, lecz nie wykazujące odpowiedniego poziomu istotności obniżenie ryzyka wystąpienia ataku serca w grupie przyjmującej aspirynę.
Wiele przeprowadzonych później badań ustabilizowało status aspiryny jako leku na serce, jednak dowody nie były niezaprzeczalne. W połowie lat 80., przy zastosowaniu stosunkowo nowej techniki metaanalizy, statystyk Richard Peto przekonał amerykańską Agencję Żywności i Leków, a także większość świata medycznego, że zestawione badania nad aspiryną wykazały jej skuteczność. Już pod koniec lat 80. aspiryna używana była jako lek przeciwzawałowy i odzyskała swą pozycję jednego z najlepiej sprzedających się leków przeciwbólowych w Stanach Zjednoczonych.